# Юккас'ярві
Юккас'ярві (швед. Jukkasjärvi, [jʊkɑsjɛrvi]) — населений пункт на півночі Швеції, у Лапландії, відомий найбільшим у світі крижаним готелем.
Населений пункт розташований у комуні Кіруна (Kiruna), лен (повіт) Норрботтен (Norrbotten), на березі однойменного озера та річки Турнеельвен; висота над рівнем моря — 321 м. Населення на 2016 рік становить 645 осіб.
Перші згадки про населений пункт відносяться до 1554 року. Фінські поселенці з'явилися тут у XVII столітті. Назва селища фінською мовою та мовою мянкіелі походить від саамського «чохкікарасвабрі» — «озеро зустрічі, загального збору»; давнє селище та замерзле озеро біля нього слугувало саамам місцем торгів, загальним ринком.
Серед пам'яток Юккас'ярві — місцева дерев'яна церква 1607—1608 років із різьбленим вівтарем та сучасний готель із криги і снігу, популярний серед туристів у грудні—квітні.

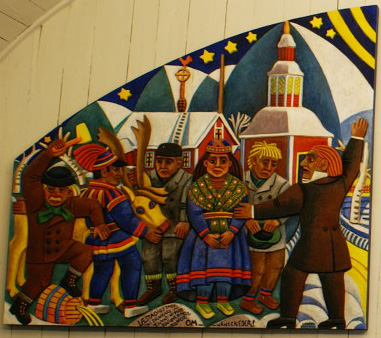
Ларс Леві Лестадіус звертається до народу.
Ліве крило вівтаря у церкві Юккас'ярві (20 км на схід від Кіруни). Робота художника